# Natalya Polenova
Natalya Fiodorovna Polenova (en russe : Наталья Фёдоровна Поленова, née le 12 juillet 1975 à Moscou) est une experte des musées et critique d'art russe, directrice du musée-mémorial des arts et d'histoire et réserve naturelle Vassili Dmitrievitch Polenov (depuis 2011). Elle est spécialiste de la peinture russe de la fin du XIXe et du début du XXe siècle, ainsi que de la culture française, et est membre du Conseil international des musées (ICOM Russie).

## Famille
Natalya Polenova est l’arrière-petite-fille de l’artiste réaliste russe Vassili Polenov, membre du mouvement des ambulants, et l'arrière petite nièce d’Elena Polenova, aquarelliste et illustratrice. À la suite de ses parents, Fiodor Polenov et Natalia Gramolina, et de ses grands-parents avant eux, Natalya Polenova reprend en 2011 la direction du musée Polenovo (nom d'usage du Musée-mémorial des arts et d'histoire et réserve naturelle Vassili Dmitrievitch Polenov). Elle perpétue par là même l'héritage de l'artiste fondateur et les traditions familiales. Elle est mariée au poète russe Iouri Koublanovski, qui a connu l’exil politique de nombreuses années en France et a reçu le prix littéraire Soljenitsyne en 2003. Elle a deux enfants.

## Études
Diplômée en 1998 en sociologie avec spécialisation en relations publiques de l’université Lomonosov de Moscou, Natalya Polenova se forme en « certification, identification et restauration » d’œuvres d’art dans la maison de ventes d’antiquités moscovite Gelos (1999). Elle poursuit sa formation à Paris avec le cours « L'étude du marché de l'art européen et l'histoire de l'art français » (2006-2007) dispensé par la maison de vente aux enchères Christie’s. De 2007 à 2010, Natalya Polenova suit des cours de muséologie à l’École du Louvre. Entre 2010 et 2014, tout en travaillant sur sa thèse, elle suit une série de cursus complémentaires, y compris "Management d'une collectivité" à L'Institut européen d'administration des affaires (INSEAD).
En plus du russe, sa langue maternelle, Natalya Polenova maîtrise parfaitement le français.

## Activités professionnelles
Depuis 2000, elle travaille comme consultante et critique d'art, et écrit des articles pour la presse et des revues d'art russes, dont le journal The Art Newspaper Russia, Музей (« Musée »), Интерьер+дизайн] (« Interieur+design »), Антиквариат (« Antiquités »), etc.
En 2010, dans le cadre de l’année croisée France-Russie, elle prend part à l’organisation de programmes franco-russes, dont le projet “Artistes russes et maisons d'éditions françaises - fin XIXe, début XXe” au salon Livre Paris. Elle travaille sur le catalogue de l’exposition portant le même nom se tenant à la bibliothèque Sainte-Geneviève à Paris. Elle participe également à l'organisation du festival Étonnants Voyageurs à Saint-Malo.
Dès sa nomination officielle comme directrice de la maison-musée Polenovo à la suite de sa mère en 2011, Natalya Polenova démontre un vif intérêt pour la perpétuation des traditions familiales, tout en recherchant à établir des partenariats internationaux afin de transmettre l’héritage de Vassili Polenov au-delà des frontières russes,. Elle s’engage à la protection et préservation des collections et de l’atmosphère du domaine, et y favorise des activités de recherche et de création. Natalya Polenova se qualifie comme étant une “curatrice et divulgatrice de culture”, et tente de combiner dans son travail “innovation et tradition, modernité et culture pré-révolutionnaire”. Son objectif principal est de transformer le musée dont elle est responsable en “centre culturel et éducatif d’ordre national, se mettant au niveau de certains de ses homologues européens”.

## Réalisations
En tant que directrice du musée Polenovo, Natalya Polenova développe l'activité internationale tout en s'appuyant sur l'association Vassili Polenov, créée à Paris en 2007. En 2012, elle lance à Polenovo une résidence d’artistes sous l’acronyme A-I-R « Artists-in-residence », qui accueille chaque année peintres, poètes, écrivains ou philosophes pour les soutenir dans leur travail de création. En 2013, le musée Polenovo signe une coopération avec la Galerie britannique George Watts à Guildford, en Grande Bretagne. De ce partenariat naît la première exposition monographique d’Elena Polenova à l’étranger. En 2014, dans le cadre de l’année croisée Grande-Bretagne / Russie, Natalya Polenova organise une série de conférences sur le mouvement « Arts and Crafts à la fin du XIXe siècle », notamment au département d’histoire de l’art de l’université de Cambridge ainsi qu’à l’Institut d’Art Courtauld. En 2015, elle s'implique dans la création du réseau international des maisons-musées The Artist’s Studio Museum Network, et contribue activement à son expansion en encourageant plusieurs musées russes à y participer.
En 2015, une convention a été signée entre la mairie de la commune de Veules-les-Roses (Normandie, France) et le musée Polenovo. Ce partenariat a abouti à l'inauguration en juillet 2015 du Square Vassili Polenov à Veules-les-Roses, le village où avait résidé l’artiste pour s’essayer aux techniques de peinture sur le motif. Un autre événement important a été l'inauguration, le 6 octobre 2018, à Paris, à Montmartre, au 31 rue Véron, d'une plaque commémorative pour honorer des artistes peintres russes du mouvement des ambulants, Vassili Polenov et Ilya Répine,,,.
Depuis 2016, le 21 juin de chaque année, elle organise la Fête de la musique à Polenovo.
Elle initie la tradition des festivals artistiques internationaux se tenant au domaine. La première édition, en 2016, a pour thème la francophonie,, dans le cadre de l’année du tourisme Franco-Russe. En 2017, de nombreux artistes sont réunis sur le thème de la Terre Sainte et en 2018, sur celui de l’Italie. En 2019, le festival est dédié au sujet de la musique dans les œuvres de Vassili Polenov, pour commémorer la 175e anniversaire de la naissance de l'artiste.
En 2018 et 2019, Natalya Polenova organise avec l’historien Gabriel Superfin des expositions sur l’histoire du domaine de Polenovo durant la période stalinienne. Réalisées sur le domaine même, ces expositions s’intitulent 37/101. Une nouvelle édition se déroulera à l'automne 2020[pas clair].
Elle a produit les films documentaires suivants :
- Le cercle évangélique de Vassily Polenov (Russie, Israël, États-Unis, dirigé par Elena Yakovich, 2015) ;
- Polenov (l'idée du film appartient à Alexander Chatalov, directeur Sergeï Garkavy, 2020).

Après les premières sur la chaîne de télévision russe Kultura,, plusieurs projections sont organisées aux États-Unis, en Grande-Bretagne, en Israël, en France, en Allemagne.
Dans le cadre des célébrations du 175e anniversaire de la naissance de Vassili Polenov, en 2019 le musée prête quatre-vingts œuvres pour une grande exposition rétrospective Polenov, organisé à la Galerie Tretiakov à Moscou du 17 octobre 2019 au 16 février 2020.
Dès le début de la quarantaine causée par la pandémie due au Covid-19, Natalya Polenova lance le projet « polenovostream », une chaîne en ligne qui propose de courtes vidéos sur de curieux objets préservés au musée.
Le 26 septembre 2020 Polenova présente la branche du musée à Toula - Centre d'histoire de familles. La première exposition ouvre le 3 octobre 2020 - Affaire de famille.
Polenova a obtenu la gratitude du président de la Russie "pour une contribution importante dans la préservation du patrimoine historique russe et dans les préparatifs des célébrations des 500 ans du kremlin de Toula.

## Publications
Natalya Polenova a dirigé la publication ou contribué à la parution de plusieurs livres.
- Venise : Paradis retrouvé, 11 poètes russes réunis dans un ouvrage illustré par Ekaterina Margolis 2011 (une collection artistique et poétique, en russe et en italien, dans le cadre de l'Année croisée Russie / Italie, édité par l'Association Vassily Polenov, 2011)
- Tolstoï, Leo. Histoires pour enfants, avec des dessins de Natalia Parain-Chelpanova (paru dans le cadre de l'Année croisée Russie / France, Iasnaïa Poliana, 2012)
- Chevalier de la beauté par Tatiana Mojenok-Ninin (Association Vassily Polenov en collaboration avec la maison d'édition française Point de vues, 2013)
- Why The Bear Has No Tail And Other Russian Folk Tales (éditions Fontanka, 2014)
- A Russian Fairy Tale. The Art And Craft Of Elena Polenova, catalogue de l'exposition portant le même nom qui a eu lieu à la Watts Gallery, édité par Natalia Murray[42]
- Vassily Polenov et la France, catalogue de l'exposition portant le même nom qui a eu lieu au musée Polenovo (en russe et en français, 2016)
- Maison pour un ambulant, catalogue des œuvres créées par l'artiste Benjamin Bozonnet et l'écrivain Olivier Bleys en 2013, lors de leur résidence à Polenovo, dont une partie a été exposée à la Galerie parisienne Montparnos[43]
- Vassily Polenov sur la Terre Sainte, catalogue de l'exposition portant le même nom qui a eu lieu au musée Polenovo (en russe, 2017)
- 37/101. 1ère Partie. Prologue, catalogue de l'exposition portant le même nom qui a eu lieu au musée Polenovo (en russe, 2017)
- Crépuscule d’impressionniste, recueil de la poésie de Iouri Koublanovski (traduit en français par Christine Zeytounian, éditions Le Castor Astral, 2018)
- Les impressions italiennes des Polenov, catalogue de l'exposition portant le même nom qui a eu lieu au musée Polenovo (en russe et en italien, 2018)
- 37/101. Deuxième partie. Le phare de la vie, catalogue de l'exposition portant le même nom qui a eu lieu au musée Polenovo (2019)
- The Story of Synko-Filipko and Other Russian Folk Tales, éditions Fontanka, 2019.

Natalya Polenova écrit des essais sur la vie culturelle dans son pays et à l'étranger, et publie des interviews des gens illustres du monde de l'art.

## Récompenses
- Médaille de bronze du rayonnement culturel de La Renaissance française (2016)
- Lauréat du prix Pitschouline du magazine russe Mir Mouzeïa « pour la meilleure initiative muséale » (2017)[44].
- Titre honorifique de travailleur émérite de la culture de la fédération de Russie (2018)[45],[46].